# 伊吗图镇
伊吗图镇，是中华人民共和国辽宁省阜新市阜新蒙古族自治县下辖的一个乡镇级行政单位。

## 行政区划
伊吗图镇下辖以下地区：
艾友营子村、庄家店村、二道河子村、康土营子村、周家街村、七家子村、干沟子村、福兴地村、拉拉屯村、兴隆窝铺村、伊吗图村、自然屯村、土城子村和吕家店村。